# 1910 год в России

## Январь
- 5 января—5 февраля — Парижский пленум ЦК РСДРП
- 31 января — в Российской империи создана партия Всероссийский национальный союз

## Февраль
- 20 февраля — в Петербурге состоялась премьера балета М. Фокина «Карнавал»

## Март
- 31 марта — учреждено Московское общество воздухоплавания.

## Апрель
- 14 апреля — Умер художник Михаил Александрович Врубель

## Май
- 23 мая — первым в России полётом самолёта отечественной постройки стал полёт аэроплана Кудашев-1, построенного профессором Киевского политехнического института А. С. Кудашевым

## Июнь
- 5 июня — в Киеве поднялся в воздух первый аэроплан российской постройки, который создал А. С. Кудашев.
- 14 июня — Закон о выходе крестьян из общины
- 17 июня — основан Центральный аэродром имени М. В. Фрунзе на Ходынском поле.
- 25 июня — В парижской Гранд-Опера прошла премьера балета Игоря Стравинского «Жар-птица», после успеха которой он вошёл в ряд самых одарённых композиторов XX века, что подтвердил всем дальнейшим своим творчеством.

## Август
- 12 августа — совершил свой первый полёт дирижабль Кречет.

## Сентябрь
- 2 сентября — Фиумский инцидент между Русским и Австро-Венгерским флотом

## Октябрь
- 7 октября — на Комендантском аэродроме в Санкт-Петербурге, в период проведения 1-го Всероссийского праздника воздухоплавания произошла первая в России авиакатастрофа, в результате которой погиб Л. М. Мациевич.
- 15 октября — Первые случаи заражения чумой на Дальнем Востоке

## Ноябрь
- 20 ноября — Умер великий русский писатель Лев Николаевич Толстой[1]
- 21 ноября — создано первое в России военное лётное училище — Севастопольская офицерская школа авиации, ныне Качинское высшее военное авиационное училище лётчиков.
- 22 ноября — Встреча в Потсдаме Николая II и Вильгельма II

## Декабрь
- 19 декабря — около станции Новокаменская на Занеманской ветке Северо-Западных железных дорог загорелся и разрушился вагон поезда № 47, шедшего в Санкт-Петербург. Погибло 12 человек, тяжело ранено 6 человек. Пожар произошёл по вине пассажира, перевозившего банку с легковоспламеняющейся жидкостью.
- 20 декабря — учреждено Нижегородское общество воздухоплавания.
- 22 декабря 1910 (4 января 1911) года — Землетрясение в Верном, почти весь город был разрушен, устояли только единичные постройки.